# Shoscombe Old Place
Shoscombe Old Place es uno de los 56 relatos cortos sobre Sherlock Holmes escrito por Arthur Conan Doyle. Fue publicado originalmente en The Strand Magazine y posteriormente recogido en la colección El archivo de Sherlock Holmes. Este relato, que apareció en la revista "Liberty" el 5 de marzo de 1927 y en el "Strand" en abril del mismo año, tiene el interés de ser el último relato publicado de Sherlock Holmes. Sin embargo, al incluirse en El archivo de Sherlock Holmes se situó en el penúltimo lugar.

## Argumento
Shoscombe Old Place era una importante mansión situada en el parque Shoscombe de Berkshire. Junto con la importante cuadra de caballos anexa, había sido dejada en usufructo a Lady Beatrice Falder por su difunto marido. Con Lady Falder vive su colérico y violento hermano, Sir Robert Noberton.
Holmes deberá investigar el extraño comportamiento de ambos hermanos que hace temer por la seguridad de Lady Beatrice, probablemente raptada y asesinada por su hermano. El motivo de todo parece ser un caballo, "Shoscombe Prince", en el que Sir Robert ha depositado sus esperanzas y su dinero para escapar de las garras de los acreedores. Holmes descubrirá el entramado en vísperas de la carrera. Nada es lo que parece y el triunfo del campeón, "Shoscombe Prince", permitirá a Sir Robert, no tan malo como se suponía, arreglar sus problemas y poder encarar el futuro dignamente.